# Юровська Ганна Йосипівна
Юро́вська Га́нна Йо́сипівна (17 лютого 1915, Київ — 8 червня 1982, Київ) — українська оперна співачка (лірико-драматичне сопрано), відома за виступами у Львівському оперному театрі. Заслужена артистка УРСР (1953).

## Біографія
Народилася 17 лютого 1915 у Києві в творчій сім'ї. Її батько, Йосип Адамович Юровський, мав музичну освіту, працював піаністом, був антрепренером театральної трупи. Мати, Катерина Миколаївна Юровська, була видатною артисткою радянської естради, славилась як виконавиця пісень і романсів. Сестра Ольга Юровська була провідною солісткою Київського театру оперети. Племінниця — актриса Молодого театру, народна артистка України Тетяна Стебловська.
Вокалу навчалась у Києві у відомого педагога Клари Брун, у якої навчалась також її сестра Ольга. Закінчила Львівську консерваторію (клас Володимира Качамара) у 1944.
1945–1959 — солістка Львівської опери. 1955 — отримала звання заслуженої артистки УРСР.
Володіла чудовим spinto soprano і драматичним талантом актриси. Серед її найяскравіших партій: Настя в «Чародійці» Чайковського, Амелія в «Бал-Маскараді» Верді, Наталка у «Русалці» Даргомижського, Горислава у "Руслані і Людмилі" М. Глінки.
1960–1963 — солістка Новосибірського оперного театру. Згодом переїхала до Львова і викладала в консерваторії.
В 1970-тих повернулася до Києва.
Пішла з життя 8 червня 1982 року. Похована на Берковецькому кладовищі.

## Ролі
- Настя («Чародійка» П .Чайковського)
- Амелія («Бал-Маскарад» Дж. Верді)
- Наталка («Русалка» О. Даргомижського)
- Горислава («Князь Ігор» О. Бородіна)